# Pomeriggio Cinque
Pomeriggio Cinque è stato un programma televisivo italiano di genere talk show, rotocalco, contenitore e costume, andato in onda su Canale 5 dal 1º settembre 2008 al 6 giugno 2025, condotto da Barbara D'Urso fino al 2 giugno 2023 (affiancata da Claudio Brachino dal 1º settembre al 19 dicembre 2008), mentre dal 4 settembre 2023 al 6 giugno 2025 la conduzione era passata a Myrta Merlino (sostituita da Giuseppe Brindisi il 7, l'8 febbraio, il 22 marzo, il 5 aprile, il 2 e il 3 maggio 2024, da Simona Branchetti il 25 ottobre 2024 e da Dario Maltese il 20 e il 21 marzo 2025). Il programma, trasmesso in diretta dal lunedì al venerdì, ha avuto diciassette edizioni.

## Il programma
Il programma, nato come rotocalco di approfondimento quotidiano in onda dal lunedì al venerdì nella fascia pomeridiana di Canale 5, era realizzato dalla testata giornalistica italiana Videonews e trattava le vicende legate all'attualità, alla cronaca, alla politica, all'economia, alla società, allo spettacolo e al gossip, con l'ausilio di servizi, della corrispondenza degli inviati e della presenza di ospiti e opinionisti in studio e in collegamento, pronti a intervenire sulle varie tematiche.
Dalla stagione 2025-2026, dopo diciassette anni, il programma è stato chiuso e sostituito dal nuovo programma Dentro la notizia con la conduzione di Gianluigi Nuzzi, in onda sempre su Canale 5 dal 1º settembre 2025 e annunciato l'11 agosto attraverso un video spot sui profili social.

### Studi televisivi
| Studio televisivo                                              | Edizione | Edizione | Edizione | Edizione | Edizione | Edizione | Edizione | Edizione | Edizione | Edizione | Edizione | Edizione | Edizione | Edizione | Edizione | Edizione | Edizione | Totale |
| Studio televisivo                                              | 1ª       | 2ª       | 3ª       | 4ª       | 5ª       | 6ª       | 7ª       | 8ª       | 9ª       | 10ª      | 11ª      | 12ª      | 13ª      | 14ª      | 15ª      | 16ª      | 17ª      | Totale |
| -------------------------------------------------------------- | -------- | -------- | -------- | -------- | -------- | -------- | -------- | -------- | -------- | -------- | -------- | -------- | -------- | -------- | -------- | -------- | -------- | ------ |
| Studio 4 del Centro di produzione Mediaset di Cologno Monzese  |          |          |          |          |          |          |          |          |          |          |          |          |          |          |          |          |          | 1      |
| Studio 5 del Centro di produzione Mediaset di Cologno Monzese  |          |          |          |          |          |          |          |          |          |          |          |          |          |          |          |          |          | 1      |
| Studio 10 del Centro di produzione Mediaset di Cologno Monzese |          |          |          |          |          |          |          |          |          |          |          |          |          |          |          |          |          | 6      |
| Studio 11 del Centro di produzione Mediaset di Cologno Monzese |          |          |          |          |          |          |          |          |          |          |          |          |          |          |          |          |          | 4      |
| Teatro 4 di Cinecittà, Roma                                    |          |          |          |          |          |          |          |          |          |          |          | 2        |          |          |          |          |          |        |
| Studio 1 del Centro Safa Palatino, Roma                        |          |          |          |          |          |          | 6        |          |          |          |          |          |          |          |          |          |          |        |
| Studio 6 del Centro di produzione Mediaset di Cologno Monzese  |          |          |          |          |          |          |          |          |          |          |          |          |          |          |          |          |          | 3      |
| Studio 15 del Centro di produzione Mediaset di Cologno Monzese |          |          |          |          |          |          |          |          |          |          |          |          |          |          |          |          |          | 2      |
| Studio 1 del Centro Titanus Elios, Roma                        |          |          |          |          | 1        |          |          |          |          |          |          |          |          |          |          |          |          |        |

## Edizioni
| Edizione | Anno      | Conduzione     | Conduzione        | Periodo           | Periodo          | Puntate | Regia            | Regia            | Studio                                                             | Studio                                                            |
| Edizione | Anno      | Conduzione     | Conduzione        | Inizio            | Fine             | Puntate | Regia            | Regia            | Studio                                                             | Studio                                                            |
| -------- | --------- | -------------- | ----------------- | ----------------- | ---------------- | ------- | ---------------- | ---------------- | ------------------------------------------------------------------ | ----------------------------------------------------------------- |
| 1ª       | 2008-2009 | Barbara D'Urso | Claudio Brachino  | 1º settembre 2008 | 19 dicembre 2008 | 79      | Paolo Riccadonna | Paolo Riccadonna | Studio 4 e 5 del Centro di produzione Mediaset di Cologno Monzese  | Studio 4 e 5 del Centro di produzione Mediaset di Cologno Monzese |
| 1ª       | 2008-2009 | Barbara D'Urso | Barbara D'Urso    | 12 gennaio 2009   | 5 giugno 2009    | 103     | Paolo Riccadonna | Paolo Riccadonna | Studio 4 e 5 del Centro di produzione Mediaset di Cologno Monzese  | Studio 4 e 5 del Centro di produzione Mediaset di Cologno Monzese |
| 2ª       | 2009-2010 | Barbara D'Urso | Barbara D'Urso    | 7 settembre 2009  | 28 maggio 2010   | 178     | Paolo Riccadonna | Paolo Riccadonna | Studio 10 del Centro di produzione Mediaset di Cologno Monzese     | Studio 10 del Centro di produzione Mediaset di Cologno Monzese    |
| 3ª       | 2010-2011 | Barbara D'Urso | Barbara D'Urso    | 6 settembre 2010  | 3 giugno 2011    | 176     | Paolo Riccadonna | Paolo Riccadonna | Studio 10 del Centro di produzione Mediaset di Cologno Monzese     | Studio 10 del Centro di produzione Mediaset di Cologno Monzese    |
| 4ª       | 2011-2012 | Barbara D'Urso | Barbara D'Urso    | 12 settembre 2011 | 1º giugno 2012   | 175     | Paolo Riccadonna | Paolo Riccadonna | Studio 10 del Centro di produzione Mediaset di Cologno Monzese     | Studio 10 del Centro di produzione Mediaset di Cologno Monzese    |
| 5ª       | 2012-2013 | Barbara D'Urso | Barbara D'Urso    | 3 settembre 2012  | 28 giugno 2013   | 201     | Paolo Riccadonna | Paolo Riccadonna | Studio 10 del Centro di produzione Mediaset di Cologno Monzese     | Studio 10 del Centro di produzione Mediaset di Cologno Monzese    |
| 6ª       | 2013-2014 | Barbara D'Urso | Barbara D'Urso    | 2 settembre 2013  | 6 giugno 2014    | 186     | Paolo Riccadonna | Paolo Riccadonna | Studio 10 del Centro di produzione Mediaset di Cologno Monzese     | Studio 10 del Centro di produzione Mediaset di Cologno Monzese    |
| 7ª       | 2014-2015 | Barbara D'Urso | Barbara D'Urso    | 1º settembre 2014 | 12 giugno 2015   | 177     | Paolo Riccadonna | Paolo Riccadonna | Studio 10 del Centro di produzione Mediaset di Cologno Monzese     | Studio 10 del Centro di produzione Mediaset di Cologno Monzese    |
| 8ª       | 2015-2016 | Barbara D'Urso | Barbara D'Urso    | 31 agosto 2015    | 10 giugno 2016   | 187     | Giovanni Barbaro | Giovanni Barbaro | Studio 11 del Centro di produzione Mediaset di Cologno Monzese     | Studio 11 del Centro di produzione Mediaset di Cologno Monzese    |
| 9ª       | 2016-2017 | Barbara D'Urso | Barbara D'Urso    | 5 settembre 2016  | 16 giugno 2017   | 190     | Giovanni Barbaro | Giovanni Barbaro | Studio 11 del Centro di produzione Mediaset di Cologno Monzese     | Studio 11 del Centro di produzione Mediaset di Cologno Monzese    |
| 10ª      | 2017-2018 | Barbara D'Urso | Barbara D'Urso    | 4 settembre 2017  | 8 giugno 2018    | 188     | Giovanni Barbaro | Giovanni Barbaro | Studio 11 del Centro di produzione Mediaset di Cologno Monzese     | Teatro 4 di Cinecittà e studio 1 del Centro Safa Palatino, Roma   |
| 11ª      | 2018-2019 | Barbara D'Urso | Barbara D'Urso    | 3 settembre 2018  | 14 giugno 2019   | 190     | Giovanni Barbaro | Giovanni Barbaro | Studio 11 del Centro di produzione Mediaset di Cologno Monzese     | Teatro 4 di Cinecittà e studio 1 del Centro Safa Palatino, Roma   |
| 12ª      | 2019-2020 | Barbara D'Urso | Barbara D'Urso    | 9 settembre 2019  | 29 maggio 2020   | 179     | Giovanni Barbaro | Massimo Fusi     | Studio 6 del Centro di produzione Mediaset di Cologno Monzese      | Studio 6 del Centro di produzione Mediaset di Cologno Monzese     |
| 13ª      | 2020-2021 | Barbara D'Urso | Barbara D'Urso    | 7 settembre 2020  | 28 maggio 2021   | 174     | Giovanni Barbaro | Giovanni Barbaro | Studio 6 del Centro di produzione Mediaset di Cologno Monzese      | Studio 6 del Centro di produzione Mediaset di Cologno Monzese     |
| 14ª      | 2021-2022 | Barbara D'Urso | Barbara D'Urso    | 6 settembre 2021  | 10 giugno 2022   | 180     | Giovanni Barbaro | Giovanni Barbaro | Studio 6 e 15 del Centro di produzione Mediaset di Cologno Monzese | Studio 1 del Centro Safa Palatino e Centro Titanus Elios, Roma    |
| 15ª      | 2022-2023 | Barbara D'Urso | Barbara D'Urso    | 5 settembre 2022  | 2 giugno 2023    | 179     | Giovanni Barbaro | Giovanni Barbaro | Studio 15 del Centro di produzione Mediaset di Cologno Monzese     | Studio 1 del Centro Safa Palatino, Roma                           |
| 16ª      | 2023-2024 | Myrta Merlino  | Giuseppe Brindisi | 4 settembre 2023  | 14 giugno 2024   | 200     | Ermanno Corbella | Franco Bianca    | Studio 1 del Centro Safa Palatino, Roma                            | Studio 1 del Centro Safa Palatino, Roma                           |
| 16ª      | 2023-2024 | Myrta Merlino  | Giuseppe Brindisi | 4 settembre 2023  | 14 giugno 2024   | 200     | Donato Pisani    | Giovanni Barbaro | Studio 1 del Centro Safa Palatino, Roma                            | Studio 1 del Centro Safa Palatino, Roma                           |
| 17ª      | 2024-2025 | Myrta Merlino  | Simona Branchetti | 2 settembre 2024  | 6 giugno 2025    | 183     | Andrea D'Asaro   | Giovanni Caccamo | Studio 1 del Centro Safa Palatino, Roma                            | Studio 1 del Centro Safa Palatino, Roma                           |
| 17ª      | 2024-2025 | Myrta Merlino  | Dario Maltese     | 2 settembre 2024  | 6 giugno 2025    | 183     | Andrea D'Asaro   | Giovanni Caccamo | Studio 1 del Centro Safa Palatino, Roma                            | Studio 1 del Centro Safa Palatino, Roma                           |

### Prima edizione (2008-2009)
La prima edizione di Pomeriggio Cinque è andata in onda dal 1º settembre 2008 al 5 giugno 2009, nella fascia pomeridiana dal lunedì al venerdì dalle 16:55 alle 18:50, in diretta dallo studio 4 del Centro di produzione Mediaset di Cologno Monzese, con la conduzione di Barbara D'Urso e Claudio Brachino, già conduttori del programma mattutino Mattino Cinque. Dal 12 gennaio 2009, dopo che Brachino lasciò definitivamente (per motivi di lavoro con la direzione di Videonews), il programma venne così condotto solo dalla D'Urso, che durante la stagione trattò argomenti di cronaca, costume, gossip e conteneva al suo interno le strisce giornaliere (cioè i day-time) dei reality show di Mediaset, tra cui La talpa 3 (in onda nell'autunno 2008 su Italia 1), Grande Fratello 9 (in onda nell'inverno 2009 su Canale 5) e La fattoria 4 (in onda nella primavera 2009 su Canale 5), che venivano commentate dagli ospiti in studio, tra i quali spesso figuravano gli stessi concorrenti eliminati, con i loro parenti. Dal 29 settembre 2008, il programma è stato diviso in due parti: la prima dalle 16:55 alle 17:50 e la seconda dalle 18:05 alle 18:50 circa, inframezzate dal TG5 Minuti. Dal 12 gennaio 2009, dopo la pausa natalizia, il programma subisce un restyling con uno studio completamente rinnovato con la presenza del pubblico. In questa prima stagione vengono prodotti degli speciali: il primo dal 6 al 9 aprile 2009 per informare sul terremoto dell'Aquila, il secondo il 10 aprile, per parlare dei funerali dei caduti del sisma. Visto il successo di questa prima edizione, terminata il 5 giugno 2009, il programma è stato rinnovato per la stagione successiva.

### Seconda edizione (2009-2010)
La seconda edizione di Pomeriggio Cinque, sempre con la conduzione di Barbara D'Urso, è andata in onda dal 7 settembre 2009 al 28 maggio 2010, dal lunedì al venerdì dalle 16:55 alle 18:50, in diretta dallo studio 10 del Centro di produzione Mediaset di Cologno Monzese. Il programma conservava la formula dell'anno precedente con la sola aggiunta della presenza del meteorologo Paolo Corazzon e dell'astrologa Ada Alberti. Il programma era diviso dal TG5 Minuti in due parti: la prima tratta argomenti di attualità e costume, tra cui Il Caso e un'intervista a personaggi del mondo dello spettacolo, mentre la seconda è più incentrata sullo spettacolo e nello specifico al Grande Fratello 10 durante la programmazione dello stesso. Le inviate della seconda edizione erano Cristina Del Basso e Francesca Fioretti. Per alcuni mesi era proseguita anche una rubrica, introdotta sul finire della prima edizione, curata da Claudio Martelli, in cui veniva spiegata la Costituzione.

### Terza edizione (2010-2011)
La terza edizione di Pomeriggio Cinque, sempre con la conduzione di Barbara D'Urso, è andata in onda dal 6 settembre 2010 al 3 giugno 2011, dal lunedì al venerdì dalle 16:55 alle 18:50, dallo studio 10 del Centro di produzione Mediaset di Cologno Monzese. Visto il successo d'ascolto ottenuto durante la stagione, specie da marzo 2011, il direttore di Canale 5 Massimo Donelli decise di prolungare la messa in diretta del rotocalco pomeridiano della D'Urso anche per la programmazione estiva, ovvero dal 6 giugno al 22 luglio 2011 con lo spin-off Pomeriggio Cinque Estate, dal lunedì al venerdì dalle 16:55 alle 18:50. Gli inviati della terza edizione del programma erano Veronica Ciardi, Serena Garitta e Patrick Ray Pugliese: essi erano solitamente protagonisti di alcuni filmati e video in chiave ironica, riguardanti, ad esempio, il personaggio dell'intervista. Questa formula dell'intervista cuore a cuore (espressione usata dalla conduttrice) sostituì alcuni dei talk show sul gossip, è stata importata dal rotocalco domenicale Domenica Cinque (allora condotto da Federica Panicucci) e veniva introdotta nel programma pomeridiano feriale dal 7 marzo 2011 (ovvero quando il programma si era allungato di mezz'ora, sostituendo la striscia quotidiana registrata del talent show Amici di Maria De Filippi): in precedenza i filmati degli inviati introducevano il tema del giorno. Il programma manteneva la stessa impostazione dalla stagione precedente il programma divisa in due parti, di cui la prima tratta argomenti di attualità e costume mentre la seconda è più incentrata sullo spettacolo e in particolare sul Grande Fratello 11. Venne confermata la presenza di Paolo Corazzon con la sua rubrica meteorologica e dell'astrologa Ada Alberti (presente solo il venerdì) con l'oroscopo. Da questa edizione si decide di dare maggiore spazio alle storie della gente comune. Lo studio 10 di Cologno Monzese viene leggermente modificato nella sua scenografia. Durante l'estate, nella fascia preserale del sabato, andò in onda Pomeriggio Cinque Collection, ovvero il meglio delle interviste realizzate nel corso della stagione appena conclusa.

### Quarta edizione (2011-2012)
La quarta edizione di Pomeriggio Cinque, sempre con Barbara D'Urso, è andata in onda dal 12 settembre 2011 al 1º giugno 2012, dal lunedì al venerdì dalle 16:55 alle 18:50, sempre in diretta dallo studio 10 del Centro di produzione Mediaset di Cologno Monzese. Vennero introdotte diverse novità, tra cui la rubrica di cucina per il weekend, in onda all'inizio delle puntate del venerdì, la rubrica Questa casa non è un albergo, in cui delle casalinghe "disperate" si vendicano dei loro mariti "fannulloni", e infine la rubrica per risolvere i piccoli problemi quotidiani casalinghi SOS Casa: queste rubriche sono curate dagli inviati del programma. Gli inviati di tutta la quarta edizione del programma erano Veronica Ciardi e Margherita Zanatta, le quali fino al gennaio 2012 sono affiancate dagli inviati Patrick Ray Pugliese e Serena Garitta. Da questa edizione, il pubblico da casa può interagire con il blog del programma, curato dal valletto Marco Ceriani già presente nel programma dalla stagione precedente. Il programma resta all'incirca invariato nella sua formula, divisa dal TG5 Minuti in due parti: la prima parte tratta (a seconda dei casi) argomenti di attualità, di cronaca e di costume, tra cui Il Caso (che può essere, a seconda dei casi, un evento di cronaca o di costume) e solitamente un'intervista a personaggi del mondo dello spettacolo, mentre la seconda parte è più incentrata sulle vicende legate ai reality durante la loro messa in onda oppure si hanno talk sui fenomeni di attualità e di costume. Rispetto all'anno precedente questa volta si decise di trasformare la versione estiva di Pomeriggio Cinque in un programma più autonomo dal format originale: infatti, dal 4 al 29 giugno 2012, venne creato Pomeriggio Cinque Cronaca con la conduzione di Alessandra Viero, dal lunedì al venerdì dalle 14:50 alle 16:50, con alcune modifiche nella scenografia e nel format.

### Quinta edizione (2012-2013)
La quinta edizione di Pomeriggio Cinque, sempre con la conduzione di Barbara D'Urso, è andata in onda dal 3 settembre 2012 al 28 giugno 2013, dal lunedì al venerdì dalle 16:55 alle 18:50, sempre in diretta dallo studio 10 del Centro di produzione Mediaset di Cologno Monzese. Tra le novità di questa quinta edizione ci sono l'introduzione del segmento Pomeriggio Cinque Magazine, che parla di cronaca rosa e l'introduzione del segmento Pomeriggio Cinque - Da che parte stai? (che resta per tutta la stagione), durante il quale il pubblico in studio può interagire con gli ospiti presenti nel dibattito sul tema del giorno. Nelle puntate del lunedì inizialmente viene dato spazio al dibattito politico con quattro opinionisti, tra cui vari politici e varie personalità della società civile, con interazioni da parte del pubblico in studio. In seguito, il dibattito politico si estende a tutta la settimana (salvo rari casi) per l'approssimarsi prima delle elezioni politiche del febbraio 2013 e poi delle elezioni amministrative del maggio 2013. A causa di questa svolta del programma verso la cronaca nera e la politica, il cast di questa edizione è stato drasticamente ridotto e quasi tutte le rubriche vengono rimosse: l'inviato di questa edizione è stato Gabriele Petronio, proveniente da Le Iene. Dal 7 gennaio 2013 il TG5 Minuti viene inglobato all'interno di Pomeriggio Cinque; dal 14, con la ripartenza del talent show Amici di Maria De Filippi, sparisce il segmento Magazine e l'inizio del programma venne posticipato. Nel giugno 2013, in seguito al passaggio di consegne tra Claudio Brachino e Mario Giordano alla direzione di Videonews (testata giornalistica che produce il programma), il programma cambiò parzialmente il format.

### Sesta edizione (2013-2014)
La sesta edizione di Pomeriggio Cinque, sempre con la conduzione di Barbara D'Urso, è andata in onda dal 2 settembre 2013 al 6 giugno 2014, dal lunedì al venerdì dalle 17:00 alle 18:45 (ad eccezione delle puntate dal 2 al 13 settembre 2013, che erano andate in onda dalle 15:45 alle 19:55), sempre in diretta dallo studio 10 del Centro di produzione Mediaset di Cologno Monzese. Vennero rinnovate leggermente la scenografia e la grafica. Il programma per le prime due settimane fa da traino al TG5 delle 20:00, con il segmento preserale Pomeriggio Cinque - Happy Hour durante il quale erano andati in onda collegamenti dalle spiagge e interviste ai protagonisti delle fiction Mediaset della nuova stagione televisiva. Da ricordare anche l'introduzione, dalla seconda settimana di trasmissione, del segmento Pomeriggio Cinque - Magazine, assente durante la prima settimana. Dal 16 settembre 2013 avvengono dei cambiamenti, come l'eliminazione dei settori Pomeriggio Cinque - Magazine e Pomeriggio Cinque - Happy Hour, e il ritorno agli orari di messa in onda pomeridiani consueti. Tra le novità di questa sesta edizione di Pomeriggio Cinque le rubriche Stop Omofobia (che racconta le storie delle persone discriminate a causa dell'orientamento sessuale) e Chi ti picchia non ti ama (che racconta storie di donne maltrattate dai propri mariti o compagni). Dal 4 marzo fino al termine della stagione torna lo spazio dedicato al Grande Fratello 13 con il segmento Pomeriggio Cinque - Grande Fratello. Dalla settimana precedente le elezioni europee al termine della stagione, la seconda parte del programma venne denominata Pomeriggio Cinque - Elezioni Europee e in seguito, durante l'ultima settimana, Pomeriggio Cinque - Dopo il voto cosa cambia?.

### Settima edizione (2014-2015)
La settima edizione di Pomeriggio Cinque, sempre con la conduzione di Barbara D'Urso, è andata in onda dal 1º settembre 2014 al 12 giugno 2015, dal lunedì al venerdì dalle 17:00 alle 18:45 (ad eccezione delle puntate dal 1º al 5 settembre 2014, che erano andate in onda dalle 16:40 alle 18:45, mentre dall'8 al 12 settembre 2014, dalle 15:55 alle 18:45), sempre in diretta dallo studio 10 del Centro di produzione Mediaset di Cologno Monzese, con una pausa natalizia dal 15 dicembre 2014 al 6 gennaio 2015. Tra le novità di questa edizione, lo studio in parte rinnovato, il cambiamento del logo del programma, nonché un restyling delle grafiche e della sigla e la possibilità di commentare in diretta sui social network con l'hashtag #pomeriggio5. Nelle prime due settimane di programmazione a causa dell'incompletezza del palinsesto e della conseguente assenza di altri programmi gli orari di messa in onda sono state variabili per assestarsi dal 15 settembre. Il programma mantiene la formula della scorsa edizione, alternando aggiornamenti di cronaca a spazi più leggeri. Riconfermata e intensificata la presenza del giornalista Giangavino Sulas, del settimanale Oggi, chiamato a commentare i fatti di cronaca trattati dalla D'Urso oltre all'oroscopo dell'astrologa Ada Alberti, presente fin dalla prima edizione. Dal 27 gennaio è presente il segmento Pomeriggio Cinque - L'isola dei famosi, dedicato al racconto delle vicende dei concorrenti dell'omonimo reality, con una coda dopo la sua conclusione per intervistare tutti i concorrenti. Dal 25 maggio, ovvero la settimana antecedente le elezioni regionali 2015, è andato in onda il segmento Pomeriggio Cinque - Verso il voto, in cui sono presentati i vari candidati delle sette regioni interessate dalle elezioni. L'edizione termina il 12 giugno 2015, ovvero due settimane dopo rispetto alla decisione iniziale, grazie ai buoni risultati ottenuti dal programma.

### Ottava edizione (2015-2016)
L'ottava edizione di Pomeriggio Cinque, sempre con la conduzione di Barbara D'Urso, è andata in onda dal 31 agosto 2015 al 10 giugno 2016, dal lunedì al venerdì dalle 17:15 alle 18:45 (ad eccezione delle puntate dal 31 agosto all'11 settembre 2015, che erano andate in onda dalle 15:15 alle 18:45, mentre dal 14 al 18 settembre 2015, dalle 16:10 alle 18:45), con una pausa natalizia dal 21 dicembre 2015 al 6 gennaio 2016. Da questa edizione, caratterizzata dall'utilizzo di nuove telecamere ad alta definizione, la diretta del programma si sposta nello studio 11 del Centro di produzione Mediaset di Cologno Monzese, con una scenografia completamente nuova, firmata da Roberto Bassanini, nonché una nuova sigla e una nuova grafica, mantenendo lo stesso logo dell'anno precedente. Alla regia, Paolo Riccadonna è stato sostituito da Giovanni Barbaro. Il curatore è Alessandro Banfi. Anche in questa edizione i telespettatori possono commentare la puntata in diretta tramite l'hashtag #pomeriggio5. Nelle prime due settimane di programmazione Pomeriggio Cinque ha una durata di circa tre ore e mezza. Questa versione allungata comprende Pomeriggio Cinque Magazine e Pomeriggio Cinque Insieme. Dal 14 al 18 settembre, con l'assestamento dei palinsesti, il programma andò in onda per circa due ore e mezza di diretta con la conseguente riduzione del segmento Magazine e l'allungamento del segmento Insieme. Dal 21 il programma ritrova la sua collocazione definitiva. La formula resta invariata (mix di cronaca e spettacolo) e in alcune puntate è presente il giornalista Giangavino Sulas del settimanale Oggi. Nella puntata del 21 settembre viene presentato, in diretta esclusiva, l'ingresso dei quattro concorrenti della casa galleggiante del Grande Fratello 14 e fino all'11 dicembre, è presente il segmento Pomeriggio Cinque - Grande Fratello. Dal 10 marzo era tornato il segmento Pomeriggio Cinque - L'isola dei famosi, in cui venivano narrate le vicende dei partecipanti e venivano intervistati i concorrenti eliminati o i loro amici e parenti. Dal 2 maggio 2016 l'edizione pomeridiana del TG5 non va più in onda e con essa, viene abolito anche lo spazio dedicato, di conseguenza il programma non è più diviso in due parti ma è andato in onda unicamente. Dal 30 maggio al 3 giugno, il segmento finale Pomeriggio Cinque Insieme diventa Verso il voto e ospita i candidati alle elezioni amministrative del 5 giugno. Durante la stagione vengono realizzate diverse puntate speciali: il 14 novembre (al posto di Verissimo) per aggiornare il pubblico sull'attacco terroristico avvenuto a Parigi la sera prima. L'8 dicembre è andata in onda una puntata speciale, interamente dedicata al Giubileo della Misericordia, aperto nella mattinata, con servizi e ospiti sul tema. Il 22 e 23 marzo erano andate in onda altre due puntate speciali, per aggiornare il pubblico sugli attentati avvenuti la mattina a Bruxelles.

### Nona edizione (2016-2017)
La nona edizione di Pomeriggio Cinque, sempre con la conduzione di Barbara D'Urso, è andata in onda dal 5 settembre 2016 al 16 giugno 2017, dal lunedì al venerdì dalle 17:15 alle 18:45, in diretta dallo studio 11 del Centro di produzione Mediaset di Cologno Monzese, con una pausa dal 19 dicembre al 6 gennaio 2017 per le festività natalizie. Tra le novità, il parziale restyling della grafica. Ogni lunedì nel periodo del Grande Fratello VIP era presente Cristiano Malgioglio, mentre il venerdì Platinette. Ada Alberti si occupò dell'oroscopo a fine puntata ogni venerdì. Anche in questa edizione il pubblico può commentare su Twitter tramite l'hashtag #pomeriggio5. La regia venne affidata per la seconda volta a Giovanni Barbaro.

### Decima edizione (2017-2018)
La decima edizione di Pomeriggio Cinque, sempre con la conduzione di Barbara D'Urso, è andata in onda dal 4 settembre 2017 all'8 giugno 2018, dal lunedì al venerdì dalle 17:15 alle 18:45, sempre in diretta dallo studio 11 del Centro di produzione Mediaset di Cologno Monzese. La principale novità di questa edizione consisteva nella creazione di un numero telefonico: il pubblico può interagire in diretta tramite WhatsApp inviando commenti. Come lo scorso anno, si nota un parziale restyling della grafica. Il programma continuò a occuparsi di attualità e cronaca nella prima parte (17:15-17:55), per poi virare sull'intrattenimento all'interno della seconda (18:00-18:35). Ada Alberti si occupa dell'oroscopo, in onda ogni venerdì nell'ultimo segmento del programma. Anche i questa edizione sono stati dedicati degli spazi sulle vicende dei concorrenti del Grande Fratello VIP e da gennaio 2018 sui concorrenti della tredicesima edizione de L'isola dei famosi sempre con i parenti di alcuni concorrenti e diversi altri ospiti. Il 5 marzo 2018 è andata in onda una puntata speciale dedicata alle elezioni politiche. Da gennaio vanno in onda a fine puntata dei tutorial di alcuni opinionisti del programma. A causa degli impegni della conduttrice con la conduzione del Grande Fratello 15, dal 3 aprile il programma è andato in onda il lunedì in diretta e il martedì registrato dagli studi Mediaset di Roma (inizialmente dallo studio 1 del Centro Safa Palatino e poi dal 16 aprile al 5 giugno 2018 dal teatro 4 di Cinecittà, vicino allo studio del Grande Fratello, mentre dal mercoledì al venerdì il programma tornò al consueto studio 11 di Cologno Monzese). Dal 6 all'8 giugno 2018, in occasione delle ultime tre puntate, il programma tornò in diretta dallo studio 11 di Cologno Monzese.

### Undicesima edizione (2018-2019)
L'undicesima edizione di Pomeriggio Cinque, sempre con la conduzione di Barbara D'Urso, è andata in onda dal 3 settembre 2018 al 14 giugno 2019, dal lunedì al venerdì dalle 17:15 alle 18:45, sempre in diretta dallo studio 11 del Centro di produzione Mediaset di Cologno Monzese. In questa stagione il programma ha compiuto dieci anni. La formula era rimasta la stessa della precedente edizione: la prima parte è dedicata alla cronaca, la seconda al gossip. Il programma dedicava degli spazi anche quest'anno alle vicende dei concorrenti del Grande Fratello VIP, con i parenti di alcuni concorrenti e diversi altri ospiti. Anche in quest'edizione il segmento social ospitò I tutorial di Pomeriggio Cinque: Consigli di Casa con Morena Funari, La natura in testa con Kikò Nalli, Beauty & Benessere con Alessia Prete, Cucina di casa con Alberto Mezzetti e sua nonna Pasqualina, Cucina svuotafrigo con Paola Galloni e Palestra in casa con Laura Forgia. Ada Alberti continuò a occuparsi dell'oroscopo, in onda ogni venerdì nell'ultimo segmento del programma. Per via degli impegni della D'Urso con la conduzione di Grande Fratello 16, dall'8 aprile la puntata del lunedì era andata in onda dallo studio 4 di Cinecittà, adiacente alla tensostruttura che ospita la diretta serale del reality, mentre nel resto della settimana il programma tornò al consueto studio 11 di Cologno Monzese.
Dal 3 settembre 2018 al 14 giugno 2019 la suddivisione in segmenti era la seguente:
- 17:15-17:55 Pomeriggio Cinque - Prima parte
- 17:55-18:35 Pomeriggio Cinque - Seconda parte
- 18:35-18:45 Pomeriggio Cinque - Social

Occasionalmente (quando nella puntata era presente un politico come ospite) la struttura del programma diventava la seguente:
- 17:15-17:50 Pomeriggio Cinque - Prima parte
- 17:50-18:15 Pomeriggio Cinque - Seconda parte
- 18:15-18:35 Pomeriggio Cinque - Politica
- 18:35-18:45 Pomeriggio Cinque - Social

Alle 17:04 andava in onda l'anteprima del programma, che durava circa 6 minuti.

### Dodicesima edizione (2019-2020)
La dodicesima edizione di Pomeriggio Cinque, sempre con la conduzione di Barbara D'Urso, è andata in onda dal 9 settembre 2019 al 29 maggio 2020, dal lunedì al venerdì dalle 17:15 alle 18:45, in diretta dallo studio 6 del Centro di produzione Mediaset di Cologno Monzese con una nuova scenografia. Il motto di questa edizione è stato: Pomeriggio Cinque, parliamo la stessa lingua!. La formula era la stessa della precedente edizione: la prima parte è dedicata alla cronaca, la seconda al gossip. Anche in quest'edizione il segmento social ospitò I tutorial di Pomeriggio Cinque: La ginnastica per tutti con Annalisa Minetti e suo marito Michele Panzarino, In forma con Laura con Laura Maddaloni, Palestra in casa con Laura Forgia e La natura in testa con Kikò Nalli. Ada Alberti continuò a occuparsi dell'oroscopo, in onda ogni venerdì nell'ultimo segmento del programma.
Dal 9 settembre 2019 al 29 maggio 2020 la suddivisione in segmenti era la seguente:
- 17:15-17:55 Pomeriggio Cinque - Prima parte
- 17:55-18:35 Pomeriggio Cinque - Seconda parte
- 18:35-18:45 Pomeriggio Cinque - Social

Occasionalmente (quando nella puntata era presente un politico come ospite) la struttura del programma diventava la seguente:
- 17:15-17:50 Pomeriggio Cinque - Prima parte
- 17:50-18:15 Pomeriggio Cinque - Seconda parte
- 18:15-18:35 Pomeriggio Cinque - Politica
- 18:35-18:45 Pomeriggio Cinque - Social

Alle 17:03 veniva trasmessa l'anteprima del programma, che durava circa 7 minuti.
Dal 24 febbraio al 29 maggio 2020 il programma è andato in onda senza pubblico in studio a causa delle misure di contenimento della pandemia di COVID-19.

### Tredicesima edizione (2020-2021)
La tredicesima edizione di Pomeriggio Cinque, sempre condotta da Barbara D'Urso, è andata in onda dal 7 settembre 2020 al 28 maggio 2021, dal lunedì al venerdì dalle 17:15 alle 18:45, in diretta dallo studio 6 del Centro di produzione Mediaset di Cologno Monzese come nell'edizione precedente. L'8 dicembre 2020, rispettivamente per il giorno festivo il programma ha assunto il titolo di Pomeriggio Cinque Festivo.
Dal 7 settembre 2020 al 28 maggio 2021 la suddivisione in segmenti era la seguente:
- 17:15-17:55 Pomeriggio Cinque - Prima parte
- 18:00-18:35 Pomeriggio Cinque - Seconda parte
- 18:35-18:45 Pomeriggio Cinque - Social

Alle 17:00 andava in onda l'anteprima del programma, che variava dai 5 ai 7 minuti circa.
In questa edizione, il programma è andato in onda senza pubblico in studio, a causa delle misure di contenimento della pandemia di COVID-19.

### Quattordicesima edizione (2021-2022)
La quattordicesima edizione di Pomeriggio Cinque, sempre con la conduzione di Barbara D'Urso, è andata in onda dal 6 settembre 2021 al 10 giugno 2022, dal lunedì al venerdì, in diretta dallo studio 6 del Centro di produzione Mediaset di Cologno Monzese (come nelle due edizioni precedenti) fino al 29 aprile 2022, mentre dal 2 maggio passò allo studio 15 dello stesso centro di produzione. In questa edizione la scenografia è parzialmente rinnovata, era presente una nuova sigla e una nuova grafica. Il programma cambia totalmente tipologia di argomenti incentrandosi di più sull'attualità e sull'informazione abbandonando completamente l'intrattenimento, dando sempre ampio spazio alle storie sociali.
In questa edizione dal 6 settembre al 3 dicembre 2021 il programma era andato in onda dalle 17:35 alle 18:45, mentre dal 6 dicembre 2021 al 10 giugno 2022 anticipò il suo inizio alle 17:25. Dal 4 ottobre 2021 il programma tornò a occuparsi di cronaca rosa e del Grande Fratello VIP. Dal 20 dicembre 2021 al 14 gennaio 2022, durante il periodo natalizio, è andato in onda lo spin-off Pomeriggio Cinque News con la conduzione di Simona Branchetti, dal lunedì al venerdì dalle 17:25 alle 18:45. Dall'11 marzo al 22 aprile 2022 a causa dell'impegno di Barbara D'Urso con la conduzione de La pupa e il secchione Show, il programma venne realizzato con gli analisti presso lo studio 6 del Centro di produzione Mediaset di Cologno Monzese, mentre la conduttrice conduceva il programma in collegamento dallo studio 1 del Centro Safa Palatino, o dallo studio 1 del Centro Titanus Elios, entrambi a Roma. Dal 2 maggio 2022 il programma è stato presentato dallo studio 15 del Centro di produzione Mediaset di Cologno Monzese, per poi essere prolungato fino al 10 giugno (originalmente era previsto che l'edizione terminasse il 27 maggio). In questa edizione, rispettivamente per i giorni festivi il programma ha assunto il titolo di Pomeriggio Cinque Festivo.
Dal 6 al 16 settembre 2021 la suddivisione in segmenti era la seguente:
- 17:35-17:55 Pomeriggio Cinque - Prima parte
- 18:00-18:30 Pomeriggio Cinque - Seconda parte
- 18:35-18:45 Pomeriggio Cinque - I Saluti

Alle 17:26 andava in onda l'anteprima del programma, che durava meno di un minuto.
Dal 17 settembre al 3 dicembre 2021 in seguito alla cancellazione delle due parti, la suddivisione in segmenti divenne la seguente:
- 17:35-17:45 Pomeriggio Cinque - Anteprima
- 17:45-18:35 Pomeriggio Cinque
- 18:35-18:45 Pomeriggio Cinque - I Saluti (al cui interno venivano proposte le Good News)

Alle 17:21 veniva trasmessa l'anteprima del programma, che durava meno di un minuto.
Dal 6 dicembre 2021 al 10 giugno 2022 in seguito all'aumento della durata di 10 minuti, la suddivisione in segmenti divenne la seguente:
- 17:25-17:35 Pomeriggio Cinque - Anteprima
- 17:40-18:30 Pomeriggio Cinque
- 18:35-18:45 Pomeriggio Cinque - I Saluti (al cui interno venivano proposte le Good News)

Tra le 17:13 e le 17:15 veniva trasmessa l'anteprima del programma, che durava meno d'un minuto. Inoltre, dal 2 maggio al 10 giugno 2022, quest'ultimo segmento era stato trasmesso in differita a causa della messa in onda dell'edizione delle 18:30 di Studio Aperto.
Come nell'edizione precedente, anche in questa il programma è andato in onda senza pubblico in studio, sia a causa delle misure di contenimento della pandemia di COVID-19 sia anche, dal 2 maggio al 10 giugno 2022, per le ridotte dimensioni dello studio 15 del Centro di produzione Mediaset di Cologno Monzese.

### Quindicesima edizione (2022-2023)
La quindicesima edizione di Pomeriggio Cinque, l'ultima condotta da Barbara D'Urso, è andata in onda dal 5 settembre 2022 al 2 giugno 2023, dal lunedì al venerdì dalle 17:25 alle 18:45 (ad eccezione della puntata del 18 gennaio 2023, che andò in onda fino alle 18:55), in diretta dallo studio 15 del Centro di produzione Mediaset di Cologno Monzese. Le puntate del 28 ottobre 2022 e del 27 marzo 2023 erano andate in onda dallo studio 1 del Centro Safa Palatino di Roma con la conduttrice in collegamento con gli analisti presenti nello studio 15 del Centro di produzione Mediaset di Cologno Monzese. Come nell'edizione precedente, rispettivamente per i giorni festivi il programma ha assunto il titolo di Pomeriggio Cinque Festivo.
Dal 5 al 29 settembre 2022 la suddivisione in segmenti era la seguente:
- 17:25-17:55 Pomeriggio Cinque - Prima parte
- 18:00-18:25 Pomeriggio Cinque - Seconda parte
- 18:30-18:45 Pomeriggio Cinque - I Saluti (al cui interno vengono proposte le Good News)

Tra le 17:14 e le 17:16 veniva trasmessa l'anteprima del programma, che durava circa un minuto.
Dal 30 settembre 2022 al 2 giugno 2023, in seguito alla cancellazione delle due parti, la suddivisione in segmenti era diventata la seguente:
- 17:25-17:35 Pomeriggio Cinque - Anteprima
- 17:40-18:25 Pomeriggio Cinque
- 18:30-18:45 Pomeriggio Cinque - I Saluti (al cui interno venivano proposte le Good News)

Tra le 17:15 e le 17:17 veniva trasmessa l'anteprima del programma, che durava circa un minuto. Inoltre, quest'ultimo segmento era stato trasmesso in differita a causa della messa in onda dell'edizione delle 18:30 di Studio Aperto.
Come nelle due edizioni precedenti, anche in questa il programma è andato in onda senza pubblico in studio, sia per le misure di contenimento della pandemia di COVID-19, sia a causa delle ridotte dimensioni dello studio 15 del Centro di produzione Mediaset di Cologno Monzese.

### Sedicesima edizione (2023-2024)
La sedicesima edizione di Pomeriggio Cinque, condotta per la prima volta da Myrta Merlino (sostituita da Giuseppe Brindisi il 7 e l'8 febbraio, il 22 marzo, il 5 aprile, il 2 e il 3 maggio 2024), è andata in onda dal 4 settembre 2023 al 14 giugno 2024, dal lunedì al venerdì dalle 16:55 alle 18:45 fino al 10 ottobre 2023, dal giorno successivo, dall'11 ottobre fino all'8 e dal 20 maggio al 14 giugno 2024, dalle 17:00 alle 18:45 (ad eccezione delle puntate del 19 e del 22 gennaio 2024, che sono andate in onda fino alle 18:55) e dal 9 al 17 maggio, dalle 17:05 alle 18:45, in diretta dallo studio 1 del Centro Safa Palatino di Roma. Tra le novità di questa edizione, oltre al trasferimento di sede, vi è stato il ritorno del pubblico in studio (fino al 15 dicembre 2023, per poi essere nuovamente rimosso), una nuova scenografia costituita totalmente da grandi schermi led, l'utilizzo di una nuova sigla e di una nuova grafica e il gruppo autoriale completamente rinnovato. In questa edizione il programma è stato diretto da vari registi tra cui Ermanno Corbella nella prima puntata del 4 settembre 2023, Franco Bianca dalla seconda puntata in onda il giorno successivo fino al 15 gennaio 2024 e Donato Pisani dal giorno successivo fino al 14 giugno 2024 (sostituito da Giovanni Barbaro dal 17 gennaio al 12 giugno 2024 per le puntate del mercoledì). Rispetto alle edizioni precedenti, in cui il programma si fermava per la pausa natalizia e durante alcune festività, in questa edizione è andato ugualmente in onda tranne il 25, il 26 dicembre 2023, il 1º gennaio, il 1º aprile e il 1º maggio 2024. Come nelle edizioni precedenti, rispettivamente per i giorni festivi il programma ha assunto il titolo di Pomeriggio Cinque Festivo. Dal 17 giugno al 30 agosto 2024 è andato in onda lo spin-off Pomeriggio Cinque News con la conduzione di Simona Branchetti, dal lunedì al venerdì dalle 17:00 alle 18:45.
Dal 4 all'8 e dal 13 settembre al 10 ottobre 2023 la suddivisione in segmenti era stata seguente:
- 16:55-17:40 Pomeriggio Cinque - Prima parte
- 17:45-18:25 Pomeriggio Cinque - Seconda parte
- 18:30-18:45 Pomeriggio Cinque - I Saluti

Tra le 16:39 e le 16:45 veniva trasmessa l'anteprima del programma, che dura meno di un minuto (ad eccezione della quarta e della quinta puntata, in cui non era andata in onda).
Solamente per l'11 e il 12 settembre 2023, in seguito all'aggiunta del segmento Anteprima, la suddivisione in segmenti era diventata la seguente:
- 16:55-17:00 Pomeriggio Cinque - Anteprima
- 17:05-17:55 Pomeriggio Cinque - Prima parte
- 18:00-18:25 Pomeriggio Cinque - Seconda parte
- 18:30-18:45 Pomeriggio Cinque - I Saluti

Tra le 16:39 e le 16:42 veniva trasmessa l'anteprima del programma, che durava meno di un minuto.
Dall'11 ottobre 2023 all'8 e dal 20 maggio al 14 giugno 2024, in seguito alla rimozione di cinque minuti, la suddivisione in segmenti era diventata la seguente:
- 17:00-17:35 Pomeriggio Cinque - Prima parte
- 17:40-18:20 Pomeriggio Cinque - Seconda parte
- 18:25-18:45 Pomeriggio Cinque - I Saluti

Alle 16:31 (solo in poche occasioni) e tra le 16:42 e le 16:50 veniva trasmessa l'anteprima del programma, che durava meno di un minuto.
Dal 9 al 17 maggio 2024, in seguito all'introduzione del day-time del reality L'isola dei famosi e alla rimozione di ulteriori cinque minuti, la suddivisione in segmenti era diventata la seguente:
- 17:05-17:35 Pomeriggio Cinque - Prima parte
- 17:40-18:20 Pomeriggio Cinque - Seconda parte
- 18:25-18:45 Pomeriggio Cinque - I Saluti

Tra le 16:46 e le 16:48 veniva trasmessa l'anteprima del programma, che durava meno di un minuto.

### Diciassettesima edizione (2024-2025)
La diciassettesima ed ultima edizione di Pomeriggio Cinque, sempre con la conduzione di Myrta Merlino (sostituita da Simona Branchetti il 25 ottobre 2024 e da Dario Maltese il 20 e il 21 marzo 2025), è andata in onda dal 2 settembre 2024 al 6 giugno 2025, dal lunedì al venerdì dalle 17:00 alle 18:45 (fino all'11 e il 26 novembre 2024) e dalle 17:05 alle 18:45 (dal 12 al 25 e dal 27 novembre 2024 al 6 giugno 2025), in diretta dallo studio 1 del Centro Safa Palatino di Roma. Tra le novità di questa edizione vi è stato l'arrivo del nuovo regista Andrea D'Asaro (sostituito da Giovanni Caccamo il 27 e il 28 gennaio 2025) e l'introduzione di un tavolo con la forma del logo di Canale 5 che si adatta a seconda delle necessità. Dal 16 dicembre 2024 al 3 gennaio 2025, durante il periodo natalizio, è andato in onda lo spin-off Pomeriggio Cinque News con la conduzione di Dario Maltese, dal lunedì al venerdì dalle 17:05 alle 18:45. Il 1º novembre in occasione della festività degli Ognissanti, il programma ha assunto il titolo di Pomeriggio Cinque Festivo. Il 20 e il 21 marzo, in seguito alla sostituzione di Myrta Merlino con Dario Maltese, la scenografia e la grafica hanno temporaneamente riadottato la colorazione utilizzata nella terza edizione dello spin-off Pomeriggio Cinque News condotta da quest'ultimo. Il 21 aprile, dalle 14:50 alle 19:55, è andata in onda una puntata speciale intitolata Pomeriggio Cinque Speciale, interamente dedicata alla morte di papa Francesco (puntata inizialmente non prevista, in quanto festività di Pasquetta) e al cui interno sono stati inclusi alcuni speciali del TG5 condotti da Cesara Buonamici. Per i giorni festivi, rispettivamente, il 1º maggio e il 2 giugno, il programma ha assunto il titolo di Pomeriggio Cinque Life. Dal 9 giugno 2025 all'11 luglio 2025 è andato in onda lo spin-off Pomeriggio Cinque News con la conduzione di Alessandra Viero, dal lunedì al venerdì dalle 17:05 alle 18:45 (fino al 2 luglio 2025, ad eccezione delle puntate del 3, del 4 e del 7 luglio che sono andate in onda dalle 16:50 alle 18:45, della puntata dell'8 luglio dalle 16:45 alle 18:45 e delle puntate dal 9 all'11 luglio dalle 16:40 alle 18:45).
Dal 2 settembre all'11 e il 26 novembre 2024 la suddivisione in segmenti era la seguente:
- 17:00-17:35 Pomeriggio Cinque - Prima parte
- 17:40-18:20 Pomeriggio Cinque - Seconda parte
- 18:25-18:45 Pomeriggio Cinque - I Saluti

Tra le 16:35 e le 16:50 veniva trasmessa l'anteprima del programma, che durava meno di un minuto.
Dal 12 al 25 e dal 27 novembre 2024 al 6 giugno 2025, in seguito all'introduzione del day-time di diversi reality e alla rimozione di cinque minuti, la suddivisione in segmenti era diventata la seguente:
- 17:05-17:35 Pomeriggio Cinque - Prima parte
- 17:40-18:20 Pomeriggio Cinque - Seconda parte
- 18:25-18:45 Pomeriggio Cinque - I Saluti

Tra le 16:38 e le 16:51 veniva trasmessa l'anteprima del programma, che durava meno di un minuto.

## Audience
| Edizione | Rete televisiva | Rete televisiva | Anno      | Stagione          | Orario                 | Durata         | Programmazione | Programmazione | Programmazione | Programmazione | Programmazione | Programmazione | Programmazione | Collocazione | Media auditel  | Media auditel |
| Edizione | Locale          | Simulcast       | Anno      | Stagione          | Orario                 | Durata         | L              | M              | M              | G              | V              | S              | D              | Collocazione | Telespettatori | Share         |
| -------- | --------------- | --------------- | --------- | ----------------- | ---------------------- | -------------- | -------------- | -------------- | -------------- | -------------- | -------------- | -------------- | -------------- | ------------ | -------------- | ------------- |
| 1ª       | Canale 5        | Non presente    | 2008      | estate-autunno    | 16:55-18:50            | 115 min        |                |                |                |                |                |                |                | Day-time     | 2 055 000      | 18,85%        |
| 1ª       | Canale 5        | Non presente    | 2009      | inverno-primavera | 16:55-18:50            | 115 min        | 2 063 000      | 20,12%         |                |                |                |                |                | Day-time     |                |               |
| 2ª       | Canale 5        | Non presente    | 2009-2010 | estate-primavera  | 16:55-18:50            | 115 min        | 2 097 000      | 20,55%         |                |                |                |                |                | Day-time     |                |               |
| 3ª       | Canale 5        | Non presente    | 2010-2011 | estate-primavera  | 16:55-18:50            | 115 min        | 2 039 000      | 18,52%         |                |                |                |                |                | Day-time     |                |               |
| 4ª       | Canale 5        | Non presente    | 2011-2012 | estate-primavera  | 16:55-18:50            | 115 min        | 1 798 000      | 16,13%         |                |                |                |                |                | Day-time     |                |               |
| 5ª       | Canale 5        | Non presente    | 2012-2013 | estate-estate     | 16:55-18:50            | 115 min        | 1 731 000      | 14,50%         |                |                |                |                |                | Day-time     |                |               |
| 6ª       | Canale 5        | Non presente    | 2013-2014 | estate-primavera  | 17:00-18:45            | 105 min        | 2 138 000      | 17,47%         |                |                |                |                |                | Day-time     |                |               |
| 7ª       | Canale 5        | Non presente    | 2014-2015 | estate-primavera  | 17:00-18:45            | 105 min        | 2 269 000      | 19,12%         |                |                |                |                |                | Day-time     |                |               |
| 8ª       | Canale 5        | Non presente    | 2015-2016 | estate-primavera  | 17:15-18:45            | 90 min         | 1 891 000      | 15,98%         |                |                |                |                |                | Day-time     |                |               |
| 9ª       | Canale 5        | Non presente    | 2016-2017 | estate-primavera  | 17:15-18:45            | 90 min         | 1 924 000      | 17,85%         |                |                |                |                |                | Day-time     |                |               |
| 10ª      | Canale 5        | Non presente    | 2017-2018 | estate-primavera  | 17:15-18:45            | 90 min         | 2 150 000      | 18,45%         |                |                |                |                |                | Day-time     |                |               |
| 11ª      | Canale 5        | Non presente    | 2018-2019 | estate-primavera  | 17:15-18:45            | 90 min         | 2 000 000      | 17,25%         |                |                |                |                |                | Day-time     |                |               |
| 12ª      | Canale 5        | Non presente    | 2019-2020 | estate-primavera  | 17:15-18:45            | 90 min         | 2 080 000      | 15,73%         |                |                |                |                |                | Day-time     |                |               |
| 13ª      | Canale 5        | Non presente    | 2020-2021 | estate-primavera  | 17:15-18:45            | 90 min         | 1 948 000      | 15,45%         |                |                |                |                |                | Day-time     |                |               |
| 14ª      | Canale 5        | TGcom24         | 2021      | estate-primavera  | 17:35-18:45            | 70 min         | 1 904 000      | 14,90%         |                |                |                |                |                | Day-time     |                |               |
| 14ª      | Canale 5        | TGcom24         | 2021-2022 | estate-primavera  | 17:25-18:45            | 80 min         | 1 904 000      | 14,90%         |                |                |                |                |                | Day-time     |                |               |
| 15ª      | Canale 5        | TGcom24         | 2022-2023 | estate-primavera  | 17:25-18:45            | 80 min         | 1 600 000      | 16,10%         |                |                |                |                |                | Day-time     |                |               |
| 16ª      | Canale 5        | TGcom24         | 2023      | estate-primavera  | 16:55-18:45            | 110 min        | 1 383 000      | 14,34%         |                |                |                |                |                | Day-time     |                |               |
| 16ª      | Canale 5        | TGcom24         | 2023-2024 | estate-primavera  | 17:00-18:4517:05-18:45 | 105 min100 min | 1 383 000      | 14,34%         |                |                |                |                |                | Day-time     |                |               |
| 17ª      | Canale 5        | TGcom24         | 2024-2025 | estate-primavera  | 17:00-18:4517:05-18:45 | 105 min100 min | 1 056 000      | 13,70%         |                |                |                |                |                | Day-time     |                |               |

## Ospiti, opinionisti e analisti ricorrenti

### Conduzione D'Urso
Ad affiancare Barbara D'Urso figuravano vari opinionisti (dalla prima alla tredicesima edizione) o analisti (nella quattordicesima e nella quindicesima edizione), che discutevano di argomenti di attualità, cronaca, società, politica, spettacolo e costume. I principali opinionisti ricorrenti che hanno partecipato al programma sono stati: Roberto Alessi, Sarah Altobello, Carmelo Abbate, Cecilia Capriotti, Paola Caruso, Karina Cascella, Alessandro Cecchi Paone, Giovanni Ciacci, Francesca Cipriani, Francesca De Andrè, Lory Del Santo, Biagio D'Anelli, Carmen Di Pietro, Roger Garth, Daniela Martani, Serena Garitta, Patrizia Groppelli, Éva Henger, Mercédesz Henger, Daniele Interrante, Pietro Lorenzetti, Alessandro Meluzzi, Carlo Mondonico, Federico Gatti, Maria Monsè, Francesco Nozzolino, Alba Parietti, Vittorio Sgarbi, Riccardo Signoretti, Guendalina Tavassi, Emanuela Tittocchia, Raffaello Tonon, Annalia Venezia, Costantino Vitagliano, Elena Morali, Soleil Sorge, Maria Teresa Ruta, Guenda Goria, Arianna David, Samantha de Grenet.

### Conduzione Merlino
Ad affiancare Myrta Merlino figuravano vari opinionisti, che discutevano argomenti di attualità, cronaca, società, politica, spettacolo e costume. I principali opinionisti ricorrenti che hanno partecipato al programma sono stati: Rita dalla Chiesa, Tommaso Cerno, Rosanna Cancellieri, Sabrina Scampini, Vittorio Sgarbi, Candida Morvillo, Gianluigi Nuzzi, Cesara Buonamici, Giuseppe Brindisi, Vladimir Luxuria, Claudio Amendola, Enrica Bonaccorti, Eleonora Giorgi, Simonetta Matone, Alba Parietti, Alessandro Cecchi Paone, Hoara Borselli, Barbara Bouchet, Raffaele Morelli, Jo Squillo, Francesca Manzini, Valerio Rossi Albertini, Raffaello Tonon, Anna Pettinelli, Antonio Caprarica, Veronica Pivetti, Aldo Cazzullo, Giancarlo Magalli, Gianfranco Vissani, Paola Saluzzi, Jane Alexander, Stefania Orlando, Beatrice Luzzi, Maria Corbi, Concita Borrelli, Davide Maggio, Federico Gatti, Ludovica Frasca, Patrizia Groppelli, Sara Manfuso.

## Sigla
Nella prima edizione del 2008 la sigla era un jingle creato appositamente per il programma composta da Mauro Tondini. Dal 2009 al 2021 era stata utilizzata la versione orchestrale della canzone Follow You Follow Me dei Genesis, composta dalla Royal Philharmonic Orchestra (fino alla prima metà dell'ottava edizione la sigla adottava di una videosigla abbinata alla grafica della contemporanea edizione venendo poi sostituita dall'entrata in studio della conduttrice). Dalla settima alla tredicesima edizione, erano state utilizzate solo le prime due note della sigla in questione per via dei blocchi pubblicitari. Nella quattordicesima e nella quindicesima edizione, era stata utilizzata una sigla creata appositamente per il programma nella quale venne reintrodotta la videosigla seppur più breve delle precedenti edizioni, composta da Marco Arata. Dalla sedicesima edizione, dal 4 settembre al 15 dicembre 2023, è stata utilizzata una nuova sigla composta da Sergio Morselli e la videosigla è stata eliminata lasciando spazio direttamente all'entrata della conduttrice in studio dal backstage. Dal 18 dicembre 2023 al 6 giugno 2025 veniva utilizzata una nuova sigla (questa volta composta da Francesco Andreoli) ed era stata reintrodotta la videosigla breve, che già era stata utilizzata nel periodo natalizio.

## Spin-off
- Pomeriggio Cinque Estate, spin-off estivo di Pomeriggio Cinque andato in onda su Canale 5 dal 6 giugno al 22 luglio 2011 con la conduzione di Barbara D'Urso[27].
- Pomeriggio Cinque Cronaca, spin-off estivo di Pomeriggio Cinque andato in onda su Canale 5 dal 4[30] al 29 giugno 2012 con la conduzione di Alessandra Viero[32].
- Pomeriggio Cinque News, spin-off di Pomeriggio Cinque andato in onda su Canale 5 e in simulcast su TGcom24 dal 20 dicembre 2021[58] all'11 luglio 2025[99] con la conduzione di Simona Branchetti[61] fino al 30 agosto 2024, di Dario Maltese[85] dal 16 dicembre 2024[84] al 3 gennaio 2025 e di Alessandra Viero[90] dal 9 giugno[88] all'11 luglio 2025[89].

## Accoglienza e controversie

### Contenuti e cultura trash
Nel periodo di conduzione di Barbara D'Urso, il programma televisivo è stato accostato alla cultura trash, dovuto alla messa in onda di contenuti scadenti, di bassa qualità e culturalmente poveri, tendenti all'esagerazione emotiva per coinvolgere il pubblico.
Numerosi giornalisti, tra cui Massimo Giletti, Federica Sciarelli, Selvaggia Lucarelli, Enzo Iacopino e Gabriele Parpiglia, hanno criticato il programma come un esempio di disinformazione e non correlabile al giornalismo investigativo o d'inchiesta, avanzando critiche verso la conduttrice Barbara D'Urso in quanto non iscritta all'Ordine dei giornalisti, da quando si dimise nel 1999. Il presidente dell'Ordine dei giornalisti Vincenzo Iacopino ha descritto il modo di condurre il programma "un tipo di informazione che è un'autentica vergogna; ed è quella che io chiamo la TV del dolore di Barbara D'Urso, dove si esibisce la vita e la morte con l'unico obiettivo di acquisire attenzione da parte di un'opinione pubblica che forse non è il meglio di questa società".
Il giornalista Alfonso Signorini ha descritto il programma della D'Urso: "Non mi piace quel genere di televisione, riconosco in lei una grande professionista, non mi piacciono però certi suoi ammiccamenti, certi suoi falsi stupori, certe lacrime o farsi vedere casalinga dentro, quando la realtà è ben altra". Filippo Ferrari di Rolling Stone Italia riporta che le vicissitudini raccontate nel corso del programma provenissero dal "trash, sì, trashissimo, che arrivava dai social e che Barbara faceva diventare TV" sostenuti dalla D'Urso che "negli anni ha cacciato ospiti, chiuso collegamenti, litigato in diretta; Barbara ha portato tutto e tutti in TV".
Andrea Parrella di Fanpage.it, sebbene affermi che la televisione trash non sia nata con il programma, scrive che la conduttrice in Pomeriggio Cinque "ha solo esagerato, nella pretesa illusoria di diventare un riferimento, ha perso il senso della misura perché chiamata all'impossibile" trovando la concausa in Mediaset che "l'ha stimolata a forzare i confini della presunta decenza in nome di un profitto".

### Esposti dall'Ordine dei giornalisti e accuse di emulazione della professione giornalistica
L'Ordine dei giornalisti aveva emanato un esposto presso le Procure della Repubblica di Milano e Roma, all'Autorità per le garanzie nelle comunicazioni, al Garante per la protezione dei dati personali e al Comitato Media e minori, nei confronti della conduttrice Barbara D'Urso in merito alla conduzione dei programmi Pomeriggio Cinque e Live - Non è la d'Urso. La denuncia aveva riportato che si effettuano nel corso dei programmi "interviste con modalità che non tengono conto di esigenze quali la difesa della privacy e/o il coinvolgimento di minori; la signora D'Urso, pur non essendo iscritta all'Albo dei giornalisti, compie sistematicamente un'attività (l'intervista) individuata come specifica della professione giornalistica, senza esserne titolata e senza rispettare le regole, con negative ripercussioni sull'immagine di quest'Ordine". Il Giudice per le indagini preliminari del Tribunale di Monza Giovanni Gerosa, richiamando altre sentenze della Corte costituzionale, ha archiviato la denuncia, su richiesta dallo stesso p.m., Walter Mapelli.
Nel 2015 l'Ordine dei giornalisti aveva richiesto al Garante per la protezione dei dati personali in merito alla violazione degli artt. 136 -139 del Codice per la protezione dei dati personali (d.lgs. 30 giugno 2003 n.196), in merito all'intervista, poiché "la conduzione delle interviste, in contraddittorio tra i parenti della defunta e del presunto colpevole, è stata effettuata dalla signora Barbara D'Urso senza la presenza di alcun giornalista" e che nel corso del programma e dell'intervista "sono state indicate abitudini e pratiche sessuali dei personaggi coinvolti, violenze sessuali di cui la defunta sarebbe stata oggetto in precedenza da parte di congiunti/affini, citati referti medici e loro autori nonché persone terze estranee alla vicenda", andando contro il Codice.

### Controversie con Mediaset e cambio di conduzione
Il 1º luglio 2023 Mediaset aveva annunciato con un comunicato stampa che non è stato apportato il rinnovo della conduzione di Barbara D'Urso del programma, sebbene il contratto tra la società e la conduttrice fosse valido sino a dicembre 2023. Il 5 luglio dello stesso anno è stata pubblicata un'intervista della conduttrice a Silvia Fumarola de la Repubblica in cui smentisce che vi fosse un accordo tra le parti e di aver saputo della scelta della società in merito al termine della sua conduzione del programma attraverso il comunicato, nonostante vi fossero state delle trattative in corso.

## Merchandising
Nell'ottobre 2018 è stata annunciata l'uscita del magazine ufficiale del programma, prodotto e distribuito da Fivestore, il cui primo numero è stato pubblicato il 25 ottobre. La rivista non è stata più elaborata per le successive stagioni televisive.

## Riconoscimenti
- TeleRatti
  - 2008: Premio come Programma più noioso[124]
  - 2010: Premio come Peggior programma di informazione e cultura[125]
  - 2012: Premio come Peggior programma di informazione e cultura[126]
  - 2013: Premio come Peggior programma dell'anno[127]